# Dresden (Ohio)
Dresden è un villaggio degli Stati Uniti d'America, situato nello stato dell'Ohio, in particolare nella Contea di Muskingum.